# Bianca Antman
Bianca Charlotta Antman, född 22 juni 1990, är en svensk thaiboxare och MMA-utövare som 2019 blev världsmästare i MMA klass A (amatörklass) i flugvikt. Antman blev även svensk mästare i flugvikt 2019.

## Bakgrund
Antmans första sport var boxning som hon började med när hon var 12. Intresset höll fram till sena tonåren då hon lade boxningshandskarna på hyllan. Ännu ett par år senare vaknade intresset igen och hon testade på thaiboxning.
"Det blir proffs i alla fall [i MMA]. Nu är det dags"
Antman flyttade från Malmö till Stockholm 2011 i avsikt att stanna max ett år. Sedan träffade hon mannen som skulle bli hennes barns far; Abdou Karim Chorr, själv en hängiven och internationellt framgångsrik thai- och kickboxare, på klubben. De flyttade ihop, fick sin dotter, Awa, och sedan var återflytten inte längre aktuell. Efter VM-guldet sa hon själv i en intervju med MMAnytt att nu ska hon börja proffskarriären.

## Karriär

### Thai- och kickboxning
Antman har tidigare tävlat i thai- och kickboxning, dock inte med samma framgång som inom MMA. Hennes största merit inom thaiboxning är ett SM-silver 2014 och inom kickboxning ett dito.

### Brasiliansk jiu-jitsu
Antman ställde 2019 upp i International Novice IBJJF Jiu-Jitsu Championship som vitbälte och vann guld.

### MMA klass A

#### VM 2019
Kvartsfinalmatchen i 2019 års VM gick mot sydafrikanskan Ceileigh Niedermayr som Antman besegrade via submission i mitten av andra ronden. Semifinalen gick mot ryska Zemfira Alieva. En match Antman vann via enhälligt domslut. I finalen vann hon mot sin nyzeeländska motståndare Hannah Dawson via giljotin i andra ronden.

### MMA

#### Brave CF
Debuten inom professionell MMA kom att stå när Brave CF gästade Sverige och Stockholm. Vid Brave CF 37 mötte hon finskan Veera Nykanen (2-2). Antman vann matchen via KO i tredje ronden.

## Tävlingsfacit

### MMA
| Resultat | Facit | Motståndare         | Metod           | Evenemang   | Datum          | Rond | Tid  | Plats              | Notering |
| -------- | ----- | ------------------- | --------------- | ----------- | -------------- | ---- | ---- | ------------------ | -------- |
| Vinst    | 1-0   | Veera Nykanen (FIN) | KO (huvudspark) | Brave CF 37 | 1 augusti 2020 | 3    | 1:37 | Stockholm, Sverige |          |

### MMA Klass A
| Resultat | Facit | Motståndare               | Metod                  | Evenemang                        | Datum            | Rond | Tid  | Plats              | Notering    |
| -------- | ----- | ------------------------- | ---------------------- | -------------------------------- | ---------------- | ---- | ---- | ------------------ | ----------- |
| Vinst    | 1-0   | Millie Eriksson (SWE)     | Domslut                | Shoot Challenge 31               | 24 november 2018 | 3    | 3:00 | Stockholm, Sverige |             |
| Vinst    | 2-0   | Millie Eriksson (SWE)     | Domslut                | Svenska mästerskapen MMA klass A | 26 januari 2019  | 3    | 3:00 | Västerås, Sverige  |             |
| Förlust  | 2-1   | Janika Antinmaa (FIN)     | Domslut (enhälligt)    | IMMAF-WMMAA Europeiska öppna     | 21 juni 2019     | 3    | 5:00 | Rom, Italien       | Kvartsfinal |
| Vinst    | 3-1   | Ceileigh Niedermayr (RSA) | Submission (amerikana) | IMMAF-WMMAA klass A VM           | 13 november 2019 | 2    | 2:33 | Manama, Bahrain    | Kvartsfinal |
| Vinst    | 4-1   | Zemfira Alieva (RUS)      | Domslut (enhälligt)    | IMMAF-WMMAA klass A VM           | 14 november 2019 | 3    | 5:00 | Manama, Bahrain    | Semifinal   |
| Vinst    | 5-1   | Hannah Dawson (NZL)       | Submission (giljotin)  | IMMAF-WMMAA klass A VM           | 16 november 2019 | 2    | 1:58 | Manama, Bahrain    | VM-final    |

### Grappling[14]
| Resultat | Facit | Motståndare                  | Metod                    | Tid  | Gala                                  | Viktklass | Typ  | Datum             | Plats            | Noter |
| -------- | ----- | ---------------------------- | ------------------------ | ---- | ------------------------------------- | --------- | ---- | ----------------- | ---------------- | ----- |
| Förlust  | 0–1   | Isabelle Caspersson (SWE)    | Poäng (0-13)             | 5:00 | Copa Branca                           | -64 kg    | Gi   | 23 september 2018 | Tyresö, Sverige  |       |
| Förlust  | 0–2   | Stina Grahn (SWE)            | Poäng (2-7)              | 5:00 | Copa Branca                           | -64 kg    | Gi   | 23 september 2018 | Tyresö, Sverige  |       |
| Vinst    | 1–2   | Stina Grahn (SWE)            | Poäng (5-0)              | 5:00 | Nordic BJJ Open 2019 – Spring edition | -58,5 kg  | Gi   | 23 mars 2019      | Nacka, Sverige   |       |
| Vinst    | 2–2   | Jeanette Navarrete (SWE)     | Submission               | 2:21 | Nordic BJJ Open 2019 – Spring edition | -58,5 kg  | Gi   | 23 mars 2019      | Nacka, Sverige   |       |
| Vinst    | 3–2   | Hedwig Allika-veskus (EST)   | Submission               | 2:19 | Nordic BJJ Open 2019 – Spring edition | -58,5 kg  | Gi   | 23 mars 2019      | Nacka, Sverige   | Final |
| Vinst    | 4–2   | Janna Lofvars (SWE)          | Submission               | 0:57 | Nordic Open Grappling – Beginners 18+ | -60 kg    | Gi   | 11 maj 2019       | Nacka, Sverige   |       |
| Vinst    | 5–2   | Janna Lofvars (SWE)          | Submission               | 2:24 | Nordic Open Grappling – Beginners 18+ | -60 kg    | Gi   | 11 maj 2019       | Nacka, Sverige   | Final |
| Vinst    | 6–2   | Kathryn Vickers (ENG)        | Submission               | 0:58 | London Warriors Cup                   | -58,5 kg  | Gi   | 27 oktober 2019   | London, England  |       |
| Vinst    | 7–2   | Moti Takwoingi (GBR)         | Submission               | 0:29 | London Warriors Cup                   | -58,5 kg  | Gi   | 27 oktober 2019   | London, England  |       |
| Förlust  | 7–3   | Melissa Hill (GBR)           | Poäng (2-2, 0-1 penalty) | 0:29 | London Warriors Cup                   | -58,5 kg  | Gi   | 27 oktober 2019   | London, England  | Final |
| Vinst    | 8–3   | Helen Unseld (ENG)           | Poäng (2-0)              | 0:37 | London Warriors Cup                   | -56,5 kg  | NoGi | 27 oktober 2019   | London, England  |       |
| Vinst    | 9–3   | Melissa Hill (GBR)           | Submission               | 0:37 | London Warriors Cup                   | -56,5 kg  | NoGi | 27 oktober 2019   | London, England  | Final |
| Vinst    | 10–3  | Sanna Fransson Ingholt (SWE) | Submission               | 2:56 | Scandinavian BJJ tournament           | -58,5 kg  | Gi   | 22 februari 2020  | Mölndal, Sverige |       |
| Vinst    | 11–3  | Anna Berg (SWE)              | Poäng (9-0)              | 5:00 | Scandinavian BJJ tournament           | -58,5 kg  | Gi   | 22 februari 2020  | Mölndal, Sverige | Final |